# Adenophora coelestis
Adenophora coelestis là loài thực vật có hoa trong họ Hoa chuông. Loài này được Ludwig Diels mô tả khoa học đầu tiên năm 1912.